# Epiclerus aligherini
Epiclerus aligherini is een vliesvleugelig insect uit de familie Tetracampidae. De wetenschappelijke naam is voor het eerst geldig gepubliceerd in 1926 door Girault.